# Uzi
El Uzi (en hebreo: עוזי‎) es un subfusil de origen israelí, diseñado y fabricado inicialmente por Israel Military Industries (IMI) y posteriormente por Israel Weapon Industries (IWI). Pertenece a la familia de armas de fuego que empezaron a compactar y aligerar el peso de los subfusiles. Las versiones más pequeñas y las más novedosas son consideradas como pistolas automáticas. El Uzi fue una de las primeras armas en emplear un cerrojo telescópico, que permite insertar el cargador en el pistolete y acortar su longitud, un diseño que no había sido visto desde la pistola ametralladora Tipo 2 japonesa.
El primer subfusil Uzi fue diseñado por Uziel Gal (de ahí su nombre) a finales de los años 1940. El prototipo fue terminado en 1950; primeramente fue puesto en servicio con las Fuerzas Especiales de las FDI en 1954, siendo suministrado a todas las unidades dos años más tarde. El Uzi fue empleado por las tropas de segunda línea, oficiales, artilleros y tanquistas, al igual que como arma de primera línea por las unidades de élite de infantería ligera.
El Uzi ha sido exportado a más de 90 países. Durante su servicio activo, ha sido fabricado por Industrias Militares de Israel, FN Herstal y otras empresas. Desde la década de 1960 hasta la década de 1980, los Uzi fueron los subfusiles más vendidos en los mercados militares y policiales que cualquier otro subfusil fabricado hasta entonces.

## Diseño

### Descripción
El Uzi es un subfusil accionado mediante retroceso de masas, que dispara a cerrojo abierto. Tanto este como el subfusil checoslovaco CZ Modelo 25 (Sa vz. 25), fueron las primeras armas en emplear un cerrojo "telescópico", el cual envuelve la recámara del cañón. Esto permite situar el cañón más adentro del cajón de mecanismos y que el cargador se aloje en el pistolete, pudiendo emplearse un cerrojo pesado y con baja cadencia de fuego en un arma más corta y más equilibrada.
El subfusil está principalmente construido en chapa de acero estampada, haciéndolo más barato de producir que un arma similar fabricada mediante forja y mecanizado. Con relativamente pocas piezas móviles, el Uzi es sencillo de desarmar para mantenimiento o reparación. El cargador se encuentra alojado en el pistolete, facilitando la recarga intuitiva en la oscuridad o en condiciones difíciles gracias al principio de una mano encuentra a la otra. El pistolete tiene un seguro accionado por presión, que evita los disparos accidentales. Sin embargo, el sobresaliente cargador vertical dificulta disparar el subfusil estando tumbado en el piso boca abajo. El Uzi tiene un resalte para bayoneta.
Cuando el subfusil está desamartillado, la portilla de eyección se cierra y así se previene el ingreso de polvo y tierra. Aunque el cajón de mecanismos de chapa de acero estampado del Uzi viene equipado con ranuras reforzadas para aceptar la acumulación de tierra y arena, el subfusil se puede trabar con grandes cantidades de arena acumuladas durante combates en zonas desérticas si es que no es limpiado regularmente.

### Problemas de diseño
El Uzi ha sido criticado por ser un subfusil que dispara a cerrojo abierto. Las armas accionadas mediante retroceso de masas y que disparan a cerrojo abierto tienden a ser menos precisas, debido a que cuando se presiona el disparador, el cerrojo es lanzado con fuerza contra la recámara e interfiere con la puntería del tirador. Ya que el cerrojo se queda atrás al ser amartillado, el cajón de mecanismos es más susceptible al ingreso de arena y tierra. Pero el sistema de disparo a cerrojo abierto deja al descubierto la recámara del cañón, lo cual mejora el enfriamiento cuando se disparan ráfagas.

## Empleo en combate

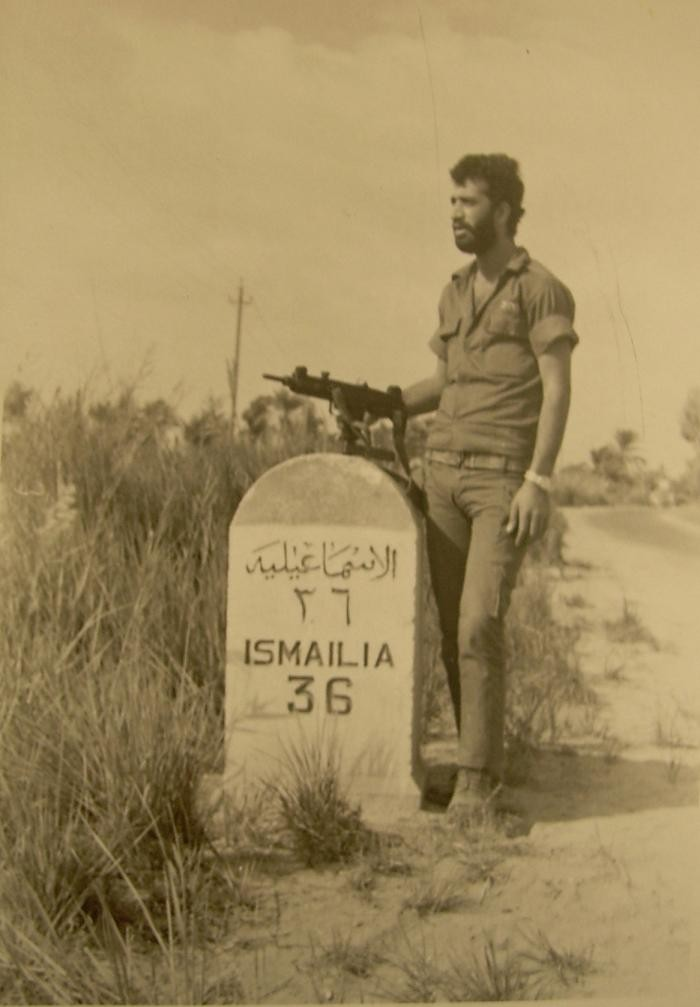
Soldado israelí con un Uzi, durante la guerra de Yom Kipur.

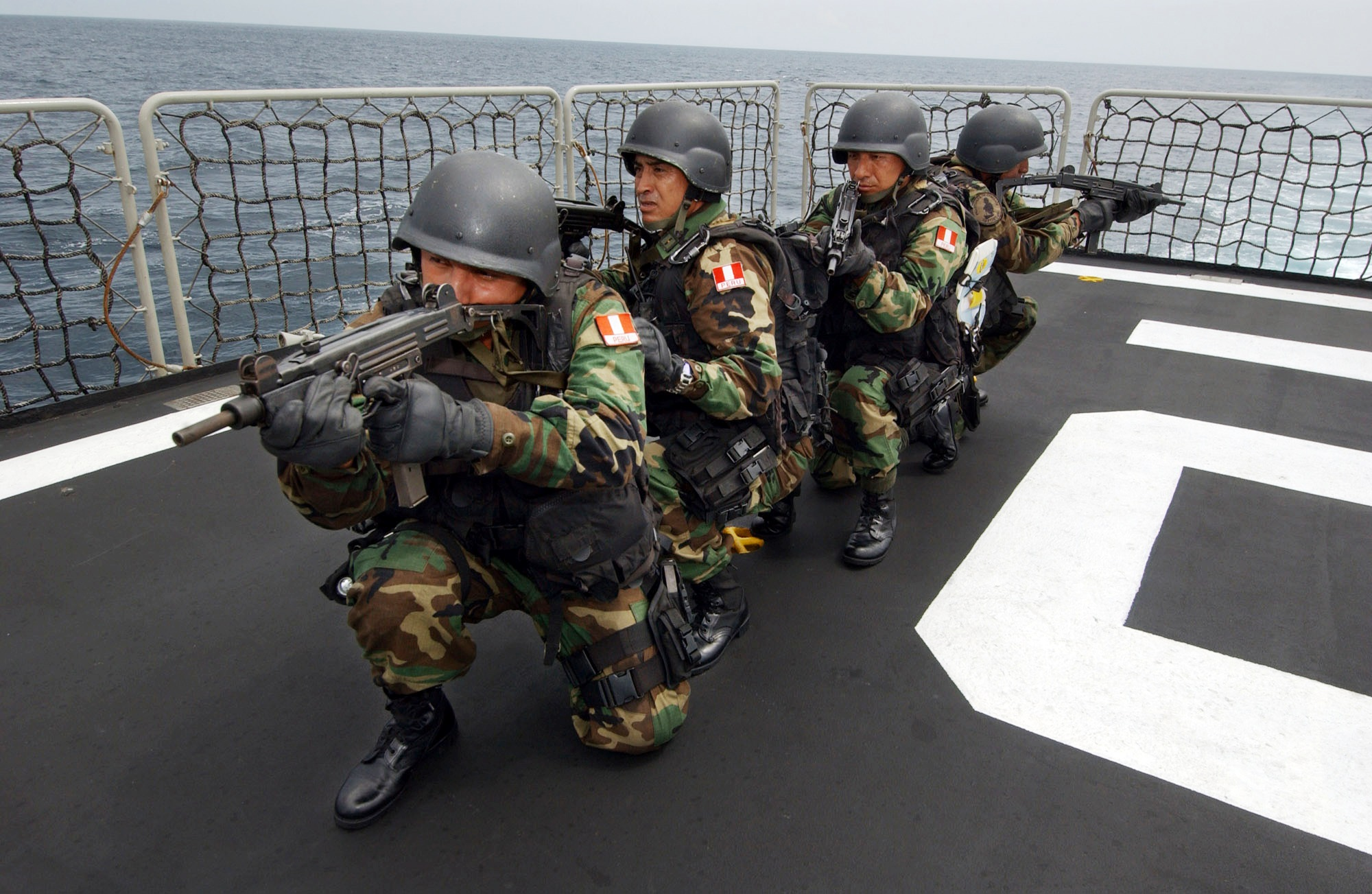
Soldados de la Marina de Guerra del Perú, armados con el Uzi.

El Uzi fue diseñado por el Mayor (Capitán en aquel entonces) Uziel Gal de las Fuerzas de Defensa Israelíes, tras la guerra árabe-israelí de 1948. El subfusil fue enviado al Ejército Israelí para ser evaluado y sobrepasó a modelos de diseños más convencionales debido a su simplicidad y bajo costo de producción. Gal no quiso que el subfusil fuese llamado con su nombre, pero su petición fue ignorada. El Uzi fue adoptado oficialmente en 1951. Fue introducido entre las tropas especiales de las FDI en 1954, generalizándose su empleo dos años más tarde. Los primeros Uzis estaban equipados con una corta culata fija de madera, siendo esta versión la que participó en la Campaña de Suez en 1956. Los modelos posteriores irían equipados con una culata metálica plegable.
El Uzi fue empleado como arma personal por tropas auxiliares, oficiales, artilleros y tanquistas, así como arma de primera línea por las tropas especiales de asalto. El tamaño compacto y poder de fuego del Uzi demostraton ser claves para limpiar búnkeres sirios y posiciones defensivas jordanas durante la guerra de los Seis Días de 1967. Aunque el subfusil fue relegado como arma de segunda línea en el servicio de las Fuerzas de Defensa Israelíes durante la década de los 80, algunos Uzis y variantes de estos todavía fueron empleados por algunas unidades de las FDI hasta diciembre del 2003, cuando las FDI anunciaron el retiro completo del Uzi de todas sus unidades.
En general, el Uzi fue un arma militar confiable. Pero incluso este subfusil cayó víctima de las extremas cantidades de arena y polvo. Durante la campaña del Sinaí en la guerra de Yom Kipur, las unidades del Ejército Israelí que llegaron a Suez reportaron que de todas sus armas ligeras, solamente las ametralladoras FN MAG calibre 7,62 mm se encontraban operativas.
El Uzi demostró ser especialmente útil para las tropas mecanizadas que necesitaban un arma compacta, así como para las unidades de infantería encargadas de limpiar búnkeres y otros espacios cerrados. Pero su limitado alcance (unos 50 metros) y precisión en modo automático eran desconcertantes al enfrentar a fuerzas enemigas armadas con armas ligeras de mayor alcance, mientras que las ametralladoras ligeras no siempre podían sustituir a los fusiles. Estas desventajas finalmente provocaron la retirada del Uzi de las Fuerzas de Defensa Israelíes.
El Uzi también fue empleado en conflictos fuera de Israel y el Medio Oriente durante la década de los 60 y la década de los 70. Un buen número de subfusiles Uzi calibre 9 mm fueron utilizados por la caballería, policía y fuerzas de seguridad portuguesas durante las guerras coloniales portuguesas en África.

## Cifras de venta a nivel mundial

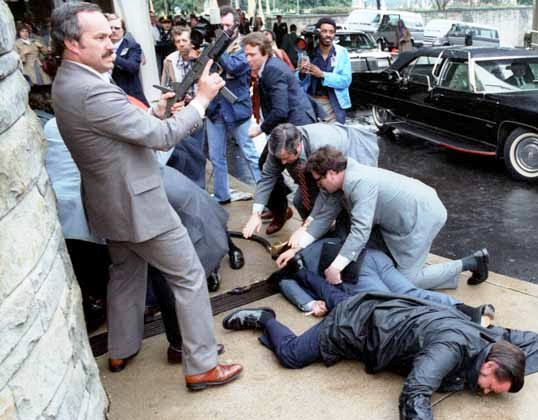
Agentes del Servicio Secreto cubren la evacuación del Presidente Ronald Reagan durante el intento de asesinato por parte de John Hinckley, Jr. el 30 de marzo de 1981. Obsérvese al agente que lleva un Uzi con cargador de 40 cartuchos, en caso de otro ataque.

Las ventas totales del Uzi a la fecha (finales de 2001) han proveído a la IMI más de 2 mil millones de dólares, con más de 90 países empleando el subfusil en sus fuerzas armadas o policiales.
- El Bundeswehr alemán utilizó el Uzi desde 1959 con la denominación MP2 (especialmente para los tripulantes de tanques), siendo actualmente reemplazado por el HK MP7.
- En la Policía Nacional de Colombia aún es empleado y actualmente se le ha visto en servicio, pero con el reemplazo paulatino por el IMI Tavor en su variante MicroTavor, que está subcalibrada y viene de fábrica con un kit de conversión rápida para el calibre 9 mm, su uso será limitado y se darán de baja del inventario.
- La Unidad de Respuesta Urgente de la Gardaí irlandesa está reemplazando el Uzi con el HK MP7
- A finales de los años 70, el Uzi fue fabricado bajo licencia en Rodesia a partir de piezas israelíes y posteriormente rodesianas. Este modelo es comúnmente llamado "Rhuzi" (aunque este nombre también fue aplicado a algunos subfusiles de diseño local)
- Sri Lanka ordenó unos cuantos miles de Mini Uzi y Carabinas Uzi durante los 90. Actualmente están sirviendo en el regimiento de Fuerzas Especiales del Ejército ceilanés y como el arma principal de la Fuerza de Operaciones Especiales de la Policía cuando protegen personajes importantes.
- El Servicio Secreto de los Estados Unidos, la agencia que protege al Presidente de los Estados Unidos, utilizó el Uzi para cubrir la evacuación del Presidente de un área de riesgo. Cuando Ronald Reagan fue atacado por John Hinckley Jr. el 30 de marzo de 1981 fuera del hotel Washington Hilton, un agente del Servicio Secreto sacó un Uzi de un maletín y cubrió la retaguardia de la limusina presidencial mientras esta aceleraba con el presidente herido a bordo rumbo a un hospital.[6]
- En Venezuela, las unidades de Fuerzas Especiales, Policía Militar y varios organismos policiales de prevención e investigación todavía utilizan el Uzi en la actualidad como armamento estándar.
- A todos los marinos mercantes de la línea Zim Integrated Shipping Services se les suministra el Uzi y son entrenados para utilizarlo.[12]

## Variantes

### Militares
El Uzi estándar es un subfusil con un cañón de 254 mm (10 pulgadas). Tiene una cadencia de 600 disparos/minuto cuando emplea munición 9 x 19; la cadencia del modelo calibre .45 ACP es de 500 disparos/minuto.
El Mini Uzi es una versión más pequeña del Uzi estándar, introducida en 1980. Tiene una longitud de 600 mm (23,62 pulgadas) o 360 mm (14,17 pulgadas) con la culata plegada. Su cañón mide 197 mm (7,76 pulgadas), tiene una velocidad de boca de 375 metros/segundo (1230 pies/segundo) y un alcance efectivo de 100 metros. Tiene una cadencia de 950 disparos/minuto debido a su cerrojo más corto.
El Micro-Uzi es una versión aún más pequeña del Uzi, introducida en 1986. Tiene una longitud de 486 mm, que se reduce a 282 mm cuando se pliega su culata y su cañón mide 117 mm. Su velocidad de boca es de 350 metros/segundo (1148 pies/segundo) y tiene una cadencia de 1.250 disparos/minuto.
EL Uzi-Pro es una versión mejorada del Micro-Uzi que fue introducida en 2010 por Industrias Armeras de Israel, antes la división Magen (Armas Ligeras) de Industrias Militares Israelíes. El Uzi-Pro es un subfusil con fuego selectivo, accionado por retroceso de masas y que dispara a cerrojo cerrado, con el pistolete y el guardamanos hechos de una sola pieza de polímero para reducir su peso; el pistolete fue rediseñado para poder dispararse a dos manos y facilitar el control cuando se dispara en modo automático un arma tan pequeña. También incorpora tres rieles Picatinny, dos a los lados del cañón y uno encima del cajón de mecanismos para montar miras ópticas, estando situada la manija del cerrojo en el lado izquierdo de este. El nuevo subfusil pesa 2,32 kg y tiene una longitud de 529 mm con la culata desplegada, y de 300 mm con la culata plegada. Ha sido comprado por las FDI en cantidades limitadas para su evaluación y está por decidirse si ordenará unidades adicionales para todas sus Fuerzas Especiales.

### Civiles
La Carabina Uzi tiene una apariencia similar al subfusil, pero está equipada con un cañón de 400 mm (16 pulgadas) para respetar la longitud mínima del cañón para su venta en el mercado civil estadounidense. Dispara a cerrojo cerrado y solamente en modo semiautomático, empleando un percutor de aguja lanzada en lugar de uno fijo.
La Carabina Uzi tuvo dos variantes principales, la Modelo A (importada desde 1980 hasta 1983) y la Modelo B (importada desde 1983 hasta 1989). Ambas variantes fueron importadas y distribuidas por Action Arms.
A mediados de la década de 1990, la empresa china Norinco fabricó una copia sin licencia de la Modelo B con modificaciones para evitar la Prohibición de Importe de Armas de Asalto. La culata plegable fue reemplazada por una de madera que envolvía al pistolete, la tuerca del cañón fue soldada y se le quitó el resalte para la bayoneta. El arma tenía un acabado gris fosfatado y fue vendida como la M320.
La Carabina Mini-Uzi tiene una apariencia similar al Mini-Uzi, pero está equipada con un cañón de 503 mm (19,8 pulgadas) para respetar la longitud mínima del cañón para su venta en el mercado civil estadounidense. Dispara a cerrojo cerrado y solamente en modo semiautomático.
La Pistola Uzi es una variante semiautomática accionada por retroceso de masas y que dispara a cerrojo cerrado. Su velocidad de boca es de 345 metros/segundo. Es un Micro-Uzi sin culata y sin capacidad de disparar en modo automático. Los posibles usuarios de esta pistola fueron diversas agencias de seguridad que necesitaban una pistola semiautomática con gran capacidad de balas, o tiradores civiles que deseaban una pistola con tales características y que se pareciera al Uzi. Fue introducida en 1984 y fabricada hasta 1993.
Una compañía conocida como Vector Arms ha construido y ofertado "versiones pistola" de la Carabina Uzi y la Carabina Mini-Uzi. Estas versiones no tienen culata y tienen un cañón más corto.

### Otros calibres
La mayoría de los Uzi disparan cartuchos 9 x 19 Parabellum, aunque algunos disparan .22 LR (5,5 mm),.41 AE (10,4 mm) o .45 ACP (11,43 mm). También existen versiones que disparan los cartuchos .40 S&W y 10 mm Auto.

## Usuarios
| - Israel: Uzi y Mini-Uzi. El Mini-Uzi fue empleado por la unidad de élite Yamam y el Shin Bet. - Alemania: fabricado bajo licencia. - Angola - Argelia - Argentina - Australia - Bangladés: Empleado por el Batallón de Acción Rápida. - Bélgica: fabricado bajo licencia por FN Herstal. - Bolivia - Brasil: Mini-Uzi. - Chad - Chile: empleado por la Gendarmería de Chile, Carabineros de Chile y Policía de Investigaciones de Chile (PDI) - Colombia es hasta la actualidad usado por la Policía Nacional de Colombia - Costa Rica - Croacia: produce copias sin licencia del Uzi y el Micro-Uzi, llamadas ERO y Mini ERO respectivamente. - Ecuador - El Salvador - Eritrea - Estados Unidos: Aún es utilizado por el Servicio Secreto, junto a otros más modernos. - Estonia: emplea el Mini-Uzi. - Etiopía - Filipinas - Francia - Gabón | - Guatemala - Haití: la Policía Nacional haitiana emplea el Uzi y el Mini-Uzi. - Honduras: Uzi y Mini-Uzi. - India: el Uzi fue empleado por el Grupo de Protección Especial hasta 2008, cuando fue reemplazado por el FN P90. - Indonesia - Irán - Irlanda: Es empleado por la Unidad Regional de Apoyo. - Italia: Según reportes oficiales, el Mini-Uzi figura en los arsenales de la Policía italiana. Una versión local llamada 'Subfusil Tipo 821' fue fabricada desde 1984 hasta 1989 por SOCIMI - Società Costruzioni Industriali Milano, S.p.A. en Milán. - Kenia - Liberia - Lituania: Fuerzas Armadas lituanias. - Luxemburgo - Malta - México: Armada de México. - Nicaragua - Níger - Nigeria - Países Bajos (reemplazado) - Panamá - Paraguay - Perú: Uzi, Mini-Uzi y Micro-Uzi. - Portugal: Ejército Portugués. - República Centroafricana - República Democrática del Congo | - República Dominicana - Rodesia: fabricado bajo licencia. - Rumanía: la Policía Militar emplea el Mini-Uzi. - Ruanda - Somalia - Sudáfrica: fabricado bajo licencia. - Sri Lanka - Sudán - Surinam - Suazilandia - Siria - Tailandia - Taiwán - Togo - Tonga - Túnez - Uganda - Uruguay - Venezuela - Vietnam: El Diario del Ejército Popular de Vietnam (Báo Quân đội nhân dân) informó que el Departamento Técnico del Comando de Operaciones Especiales (Zapadores) tiene un proyecto para diseñar y fabricar un soporte que permita acoplar la mira MARS al Micro Uzi. - Zimbabue |

## Cultura popular
El Uzi y sus variantes es una de las más populares armas de fuego del mundo. Junto con el MP5 y el MAC-10, han aparecido muchas veces en películas, series de televisión y videojuegos.
El Uzi fue diseñado para dispararse con una sola mano, por si el usuario perdía el uso de la otra en combate. Debido a esa gran versatilidad, muchos personajes de ficción son representados disparando dos Uzis (uno en cada mano). En realidad, disparar eficientemente de esta forma sería casi imposible.

## Armas similares
El MAC-10 muchas veces es apodado como el "Uzi estadounidense", por su estilo de uso similar. Otros subfusiles que tienen un diseño similar son el Sa vz. 23 checoslovaco, el FMK-3 argentino, el Star Z-84 español y la Minebea PM-9 japonesa.